# Кондрахіно
Кондра́хіно (рос. Кондрахино) — присілок у складі Туринського міського округу Свердловської області.
Населення — 115 осіб (2010, 156 у 2002).
Національний склад населення станом на 2002 рік: росіяни — 97 %.